# Panilla microsticta
Panilla microsticta là một loài bướm đêm trong họ Erebidae.